# Фінгервілл (Південна Кароліна)
Фінгервілл (англ. Fingerville) — переписна місцевість (CDP) в США, в окрузі Спартанберг штату Південна Кароліна. Населення — 174 особи (2020).

## Географія
Фінгервілл розташований за координатами 35°8′6″ пн. ш. 82°0′1″ зх. д. / 35.13500° пн. ш. 82.00028° зх. д. (35.135077, -82.000409).  За даними Бюро перепису населення США в 2010 році переписна місцевість мала площу 0,63 км², уся площа — суходіл.

## Демографія
Згідно з переписом 2010 року, у переписній місцевості мешкали 134 особи в 55 домогосподарствах у складі 38 родин. Густота населення становила 212 осіб/км².  Було 70 помешкань (111/км²).
Расовий склад населення:
| - 93,3 % — білих - 3,7 % — чорних або афроамериканців - 1,5 % — корінних американців |

До двох чи більше рас належало 1,5 %. Частка іспаномовних становила 0,7 % від усіх жителів.
За віковим діапазоном населення розподілялося таким чином: 28,4 % — особи молодші 18 років, 61,9 % — особи у віці 18—64 років, 9,7 % — особи у віці 65 років та старші. Медіана віку мешканця становила 38,0 року. На 100 осіб жіночої статі у переписній місцевості припадало 100,0 чоловіків;  на 100 жінок у віці від 18 років та старших — 100,0 чоловіків також старших 18 років.
Цивільне працевлаштоване населення становило 12 осіб. Основні галузі зайнятості: виробництво — 100,0 %.